# Narodni park Abšeron
Narodni park Abšeron (azerbajdžansko Abşeron Milli Parkı) je narodni park Azerbajdžana v ekoregiji Kaspijski hirkanski mešani gozdovi. Ustanovljen je bil 8. februarja 2005 na območju 783 hektarjev (7,83 km2) na upravnem ozemlju okrožja Azizbeyov (danes Hazar) v mestu Baku, na podlagi državnega naravnega rezervata Abšeron. Park obiščejo predvsem tuji obiskovalci.

## Rastlinstvo in živalstvo
Državni naravni rezervat Abšeron je bil ustanovljen julija 1969 z namenom zaščite gazel, kaspijskih tjulnjev in vodnih ptic, ki naseljujejo ozemlje. Podnebje tega območja je polsušno, značilno za polpuščavo in suho stepo. Tipi in fitomasa flore so tukaj skromni, rastline se spreminjajo glede na vodni in slanostni režim območja. Razširjene so morske obalne peščene rastline (42,6 %), travniki (13,2 %), enoletne slane trave (5,2 %) itd. Efemeri se dobro razvijajo tudi zgodaj spomladi.

### Živali
- Na suhem območju gazela, šakal, lisica, zajec, jazbec, v kaspijskih vodah tjulenj in različne ribe, ptice, kot so črni galeb, veliki galeb, labod grbec, mlakarica, raca žličarica , čopasta raca, velika čaplja, siva čaplja, veliki kormoran, liska, veliki škurh, tu so se naselili prodniki, kljunači, peščenec, črna prosenka, komatni deževnik, beločeli deževnik, lunj, rjasta kanja, čuk in druge ptice selivke.
- Vzhodna točka območja razširjenosti azijskega leva v Transkavkazju je bil pred koncem 10. stoletja polotok Abšeron.[5]
- Kaspijski tiger (Panthera tigris tigris) je napadel polotok Apšeron z gorovja Tališ in Lankaranske nižine, preden je v 20. stoletju izginil.
- Na tem območju so poročali o anatolskem leopardu (Panthera pardus tulliana), risu in progasti hijeni.

### Vrste z rdečega seznama
Ogrožene vrste, ki se lahko pojavijo v narodnem parku Abšeron in so bile vključene v "Rdeči seznam Azerbajdžana", so kaspijski tjulenj (Pusa caspica), golšasta gazela (Gazella subgutturosa), močvirnik (Porphyrio porphyrio), kostanjevka (Aythya nyroca), labod grbec (Cygnus olor), rjava čaplja (Ardea purpurea), plamenec (Phoenicopterus roseus) in kodrasti pelikana (Pelecanus crispus).[1][6]

## Galerija
- Divja svinja v parku
- Kaspijsko jezero, pogled z ozemlja parka